# Le Cimetière oublié
Pour plus de détails, voir Fiche technique et Distribution.
Le Cimetière oublié est un téléfilm d'horreur dramatique américain réalisé par John Patterson et sorti en 1992.

## Synopsis
une famille acheté une maison sans se rendre compte qu'elle est hanté.

## Fiche technique
- Titre original : Grave Secrets: The Legacy of Hilltop Drive
- Réalisation : John Patterson
- Scénario : Gregory Goodell, Ben Williams, Jean Williams et John Bruce Shoemaker
- Photographie : Shelly Johnson
- Montage : Edward M. Abroms
- Musique : Patrick Williams
- Costumes : Richard von Ernst
- Décors : John Thomas Clark
- Casting : Barbara Claman et Bri Franchot
- Producteur :
  - Producteur délégué : Freyda Rothstein
  - Producteur associé : Angela Bromstad
  - Superviseur de la production : Gregory Goodell
  - Producteur exécutif : Dennis Stuart Murphy
- Sociétés de production : Freyda Rothstein Productions et Hearst Entertainment Productions
- Sociétés de distribution : CBS et Worldvision Enterprises
- Pays d'origine :  États-Unis
- Langue originale : anglais
- Format : couleur
- Genre : Horreur dramatique
- Durée : 97 minutes
- Dates de sortie : 
  - États-Unis : 3 mars 1992
  - France : mai 1993
- interdit aux moins de 12 ans

## Distribution
- Patty Duke : Jean Williams
- David Selby : Shag Williams
- Kiersten Warren : Tina Williams
- Blake Clark : W.D. Marshall
- Kelly Rowan : Gayla Williams
- Jonelle Allen : Madeline Garrick
- Dakin Matthews : l’avocat
- Jon Pennell : Darryl
- David Soul : Sam Haney
- Maggie Roswell : Rita Marshall
- Frances Bay : Iva Ruth McKinney
- Julius Harris : le vieux fermier
- Jim Raymond : Kurt Lang
- Dennis Hayden : l’électricien
- David Hayman : le plombier